# Israel Joshua Singer
Israel Joshua Singer (n. 30 noiembrie 1893, Biłgoraj, Lublin, Polonia – d. 10 februarie 1944, New York City, New York, SUA) a fost un scriitor de limbă idiș.